# USS LST-705
O USS LST-705 foi um navio de guerra norte-americano da classe LST que operou durante a Segunda Guerra Mundial.